# 't Hoekje (Westerkwartier)
 't Hoekje is een gehuchtje in de gemeente Westerkwartier in de Nederlandse provincie Groningen, gelegen tegen de vroegere Waarddijk (noorddijk) van de 15e-eeuwse polder Ruigewaard. Historisch gezien hoort 't Hoekje bij het dorp Kommerzijl. Het ligt op het kruispunt van twee wegen, tussen de plaatsen Grijpskerk (3,5 km), Kommerzijl (2 km), Lauwerzijl (2 km), Pieterzijl (3,3 km) en Munnekezijl (2 km). Het gehucht telt negen huizen, waaronder een vaste plantenkwekerij.

## Geschiedenis
In de eerste helft van de 19e eeuw stonden op de plek van 't Hoekje de boerderij 'Konijneplaats' (in de Westerwaard) en 2 huizen (in de Oosterwaard). In 1861 werd een weg langs de Waarddijk aangelegd. Vermoedelijk rond 1876 werd door timmerman Johannes (Rieuwerts) Kerkstra uit Burum een herberg met doorrit gebouwd. In 1876 werd de Waardweg vanaf Grijpskerk doorgetrokken naar de Nieuwe Ruigezandsterpolder (waar later Lauwerzijl verrees), waardoor een kruispunt ontstond met de boerderij aan westzijde en de herberg de beide huizen aan oostzijde. De naam van het gehucht en de omringende streek werd tot ver in de 20e eeuw aangeduid als De Waarden of Quatre Bras, naar de oorspronkelijke naam van de herberg. De naam Quatre Bras staat nog vermeld op het transformatorgebouw bij het gehucht. Begin 20e eeuw duikt voor het eerst de naam 't Hoekje op als aanduiding voor het gehucht.
In 1908 werd de herberg overgedragen en kreeg deze de naam De Waarden. De volgende eigenaar bestierde er vanaf 1937 ook een kruidenierszaak en slijterij bij. Begin jaren 1970 bestond alleen het café nog. In 2006 overleed de laatste eigenaar bij een ongeluk. Begin 2008 kwam het café leeg te staan, waarna het na twee jaar leegstand op 30 augustus 2009 door onbekende oorzaak door een brand in de as werd gelegd. Een lege vlakte domineert sindsdien de plek.
Op de plek van de boerderij verrezen begin 20e eeuw een viertal huizen. Rondom werden nog een aantal huizen gebouwd. De boerderij werd waarschijnlijk in 1902 door Kerkstra vervangen door een aantal nieuwe woningen (nr. 3-11). Een aantal daarvan waren zeer slecht gebouwd. In 1925 was Kerkstra overleden en werden 7 arbeiderswoningen verkocht bij het gehucht. De gemeente greep dit aan om na onderzoek door de gezondheidscommissie een aantal van deze woningen met steun van de provincie onbewoonbaar te verklaren. In 1952 had de gemeente Grijpskerk plannen voor een uitbreidingsplan voor het gehucht. In 1956 werden de woningen naast het café (nr. 2, 4 en 6) onbewoonbaar verklaard. Het uitbreidingsplan werd vervolgens in 1957 echter niet doorgezet vanwege 'de minder gunstige ligging om bouwterreinen aan te kopen'. In de jaren 1990 werd een rotonde aangelegd op 't hoekje.

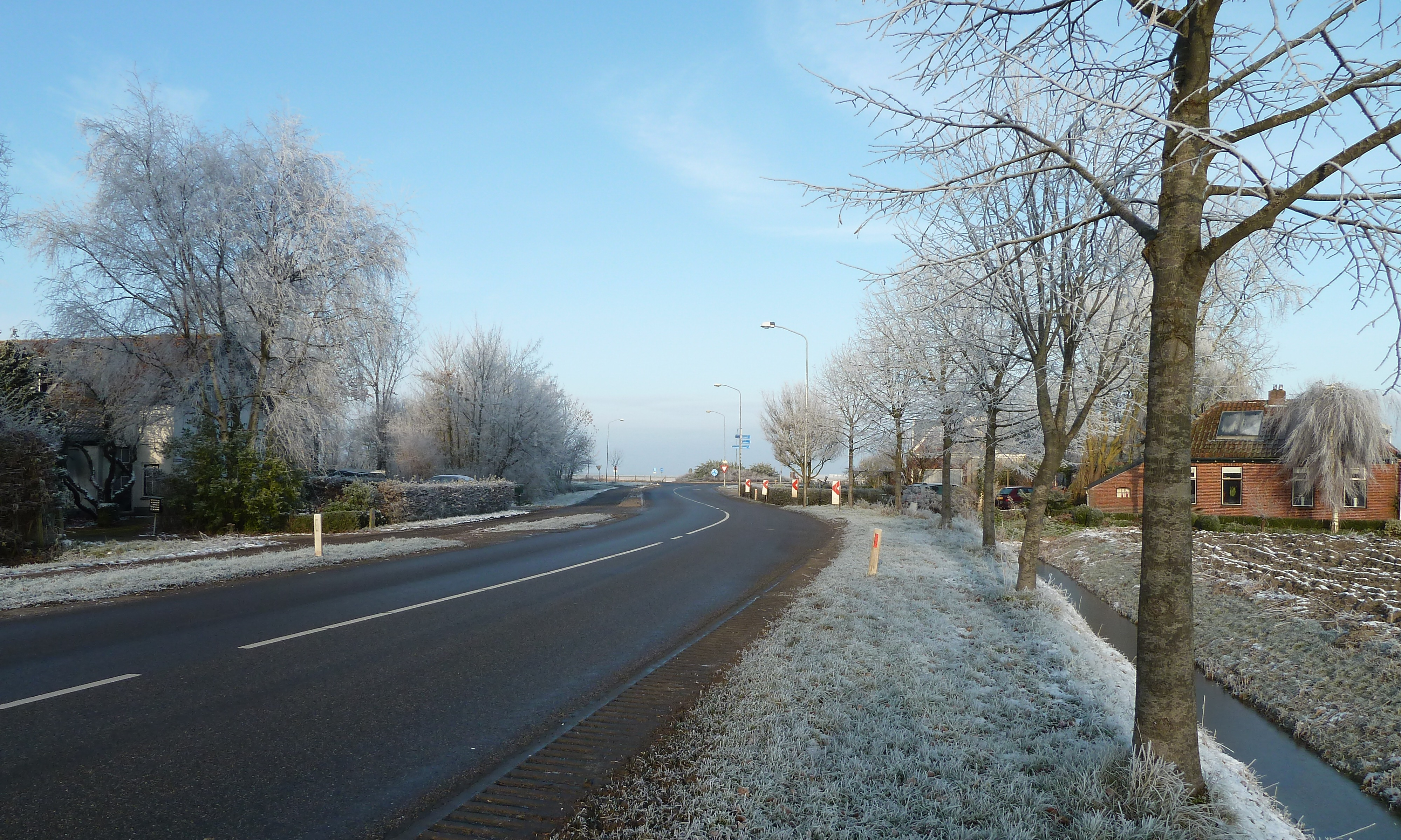
Gezicht op een aantal huizen bij 't Hoekje en de rotonde vanaf de Waardweg (Grijpskerk)
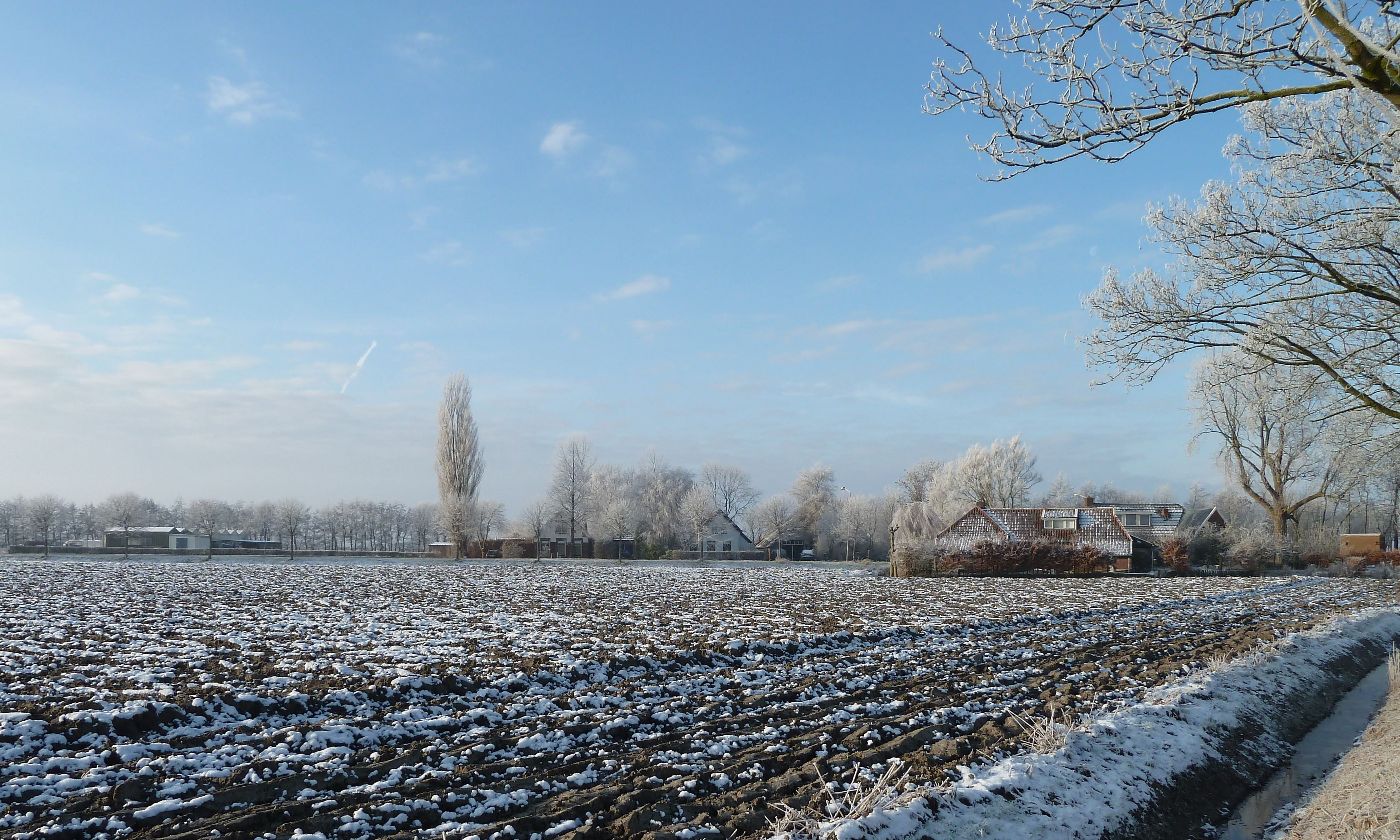
Gezicht op 't Hoekje vanaf de Ooster Waarddijk (Kommerzijl)
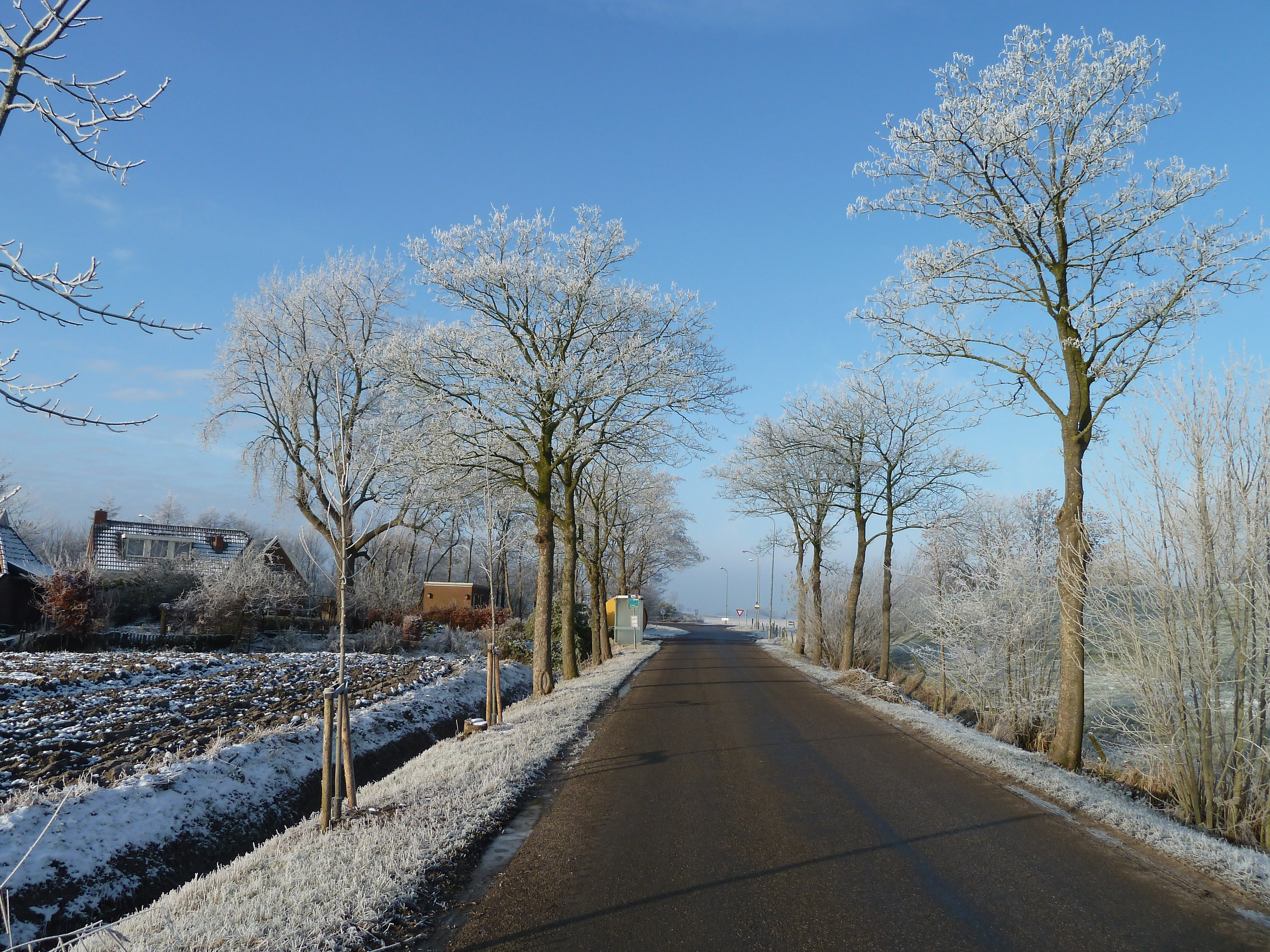
Rotonde vanaf de Ooster Waarddijk

## Dijken en wateren
Langs 't Hoekje liep oorspronkelijk de Waarddijk, een zeedijk. Deze werd aangelegd in 1425, verzwaard in 1476 en deed dienst tot 1660, toen de zeedijk om de Waardsterpolder gereed kwam. Langs de zuidzijde van de Wester Waarddijk werd rond 1800 een waterloop gegraven (breedte: 3,7 meter) voor de scheepvaart (onder andere graan en turf) tussen Munnekezijl en het Hoekje, waarin vlak voor het Hoekje ten zuiden van de weg Westerwaarddijk een zwaaikom werd gemaakt. Deze waterloop, een zijtak van de Noorderried, is rond 1900 waarschijnlijk dichtgegooid. In de Ooster Waarddijk werden in de jaren 1920 coupures (doorgangen) gemaakt voor de landbouwers, waarbij er ruimtes werden gelaten voor het laten zakken van deuren, mocht het tot overstromingen komen. De weg ten zuiden van deze dijk, die in de richting van Kommerzijl loopt, was tot ver in de 20e eeuw bij elke boerderij verhoogd om de boeren ten zuiden van de weg de mogelijkheid te geven om in de landerijen aan overzijde van de dijk te komen. Achter de dijk loopt een tocht, waarover bij elke coupure een dam werd gelegd voor de boeren. Later werden deze coupures verbreed om ruimte te maken voor het modernere en grotere landbouwvervoer en werd de weg grotendeels geëgaliseerd. In de jaren 1970 en 1980 is een groot gedeelte van de dijk afgegraven om er landbouwgrond van te maken; het laatste deel werd gevormd door de dijk direct ten westen van het Hoekje. Het oostelijk deel dreigde vervolgens ook te worden afgegraven, maar na protest werd dit voorkomen. Het resterende deel van de dijk is nu beschermd.
Even ten westen van het plaatsje ligt over een restant van de Noorderried een brug uit 1802, het Piepke genaamd.